# Ravenictis
Ravenictis is een geslacht van uitgestorven roofdieren uit het Vroeg-Paleoceen van Alberta, Canada. De classificatie van Ravenictis is niet zeker. Sommige wetenschappers delen dit zoogdier in bij de Cimolesta, een groep van diverse primitieve zoogdieren, terwijl andere Ravenictis beschouwen als de oudst bekende vertegenwoordiger van de orde Carnivora.